# Кипарски рат
Кипарски или Млетачко-турски рат (1570—1573) пети је рат између Османског царства и Млетачке републике. Завршен је османском победом.

## Рат

### Увод
Велики пожар у Цариграду у коме је 1569. године изгорело 30.000 кућа само је почетак низа великих пожара у којима су изгорели велики градови попут Бурсе и Солуна. Добре вести стизале су из Млетачке републике. Гласине су говориле да је у Венецији изгорео велики део дуждеве палате и арсенал. Уистину, од бродовља су уништене свега четири галије. Соколовић се није успео супротставити ратном расположењу. Средином лета 1569. године Соколовић је приступио изградњи канала који би повезивао Дон и Волгу и служио за турске бродове којима би се поново освојио Астрахански канат. Селим је запоседање Кипра прогласио за свој владарски циљ још док је био принц. Посебан утицај на султана имао је Јеврејин Јосиф Наци, непожељна личност у Венецији. Прогони Мавара у Шпанији распламсали су ратнички дух код Турака. Венецији је упућен ултиматум да преда острво султану као простор који представља сметњу хаџијама на путу за Меку. Млетачка је наравно одбила после чега је Турска објавила рат.

### Ратовање на Средоземљу
За команданта је постављен везир Лала Мустафа-паша, противник Мехмеда-паше Соколовића. Освајање острва завршено је 5. августа 1571. године заузећем Фамагусте. Мехмед-паша Соколовић је за то време стекао потпуно поверење Селима. Личном султановом одлуком, на запрепашћење Лала-Мустафа паше и Јосифа Нација, поседи на Кипру додељени су Мехмеду Соколовићу. Папа Пије V за то време ради на стварању хришћанског савеза. Турци пљачкају Крв и склањају се у Коринтски залив. Дон Хуан Аустријски, брат шпанског краља Филипа, на челу флоте Свете лиге, наноси Турцима пораз у бици код Лепанта на обалама Грчке. Битка код Лепанта била прва велика победа хришћанских држава против ратне морнарице османског царства, која је дотад важила за непобедиву, те је имала и особиту психолошку важност јесте био сломљен мит непобедивости османских поморских снага. Победници нису успели да искористе своју премоћ због недовољног јединства међусобом. Османско царство са друге стране почело је одмах са обновом своје флоте и завршило је у шест месеци, те је година дана касније имало око 250 галија и са галеоном и нови тип брода. И поред турског пораза у бици код Лепанта, у рату против Млетачке републике односе победу. Мировни уговор закључен је 1573. године. Кипар је ушао у састав Османског царства што ће остати све до 1914. године тј. до избијања Првог светског рата.

### Балканско ратиште
На далматинском ратишту, у односу на источно Средоземље (Левант), вођене су мање борбе. Млечани су у Далмацији и Црногорском приморју ушли у рат са свега неколико стотина најамника и слабо утврђеним градовима уз обалу (сем Задра), али са премоћи у флоти. У првом налету, Турци су избили до обале Јадрана. У таквој ситуацији, становништво је борбу против Турака прихватило као борбу за своју егзистенцију. Хварани и становници Крка припремили су за одбрану 2 фусте, док су Сплићани, Брачани и Хварани у априлу 1570. године неуспешно напали подручје доњег тока Неретве. На Црногорском приморју, Котор је бомбардован с мора и с копна. Следеће године Турци су освојили Улцињ, Бар, Спич, Будву (коју су разорили). Део турских снага искрцао се на Корчули и на Хвару, а у међувремену је освојен и Солин. Одлазак турске због предстојећих офанзива на Леванту искористили су Млечани да 1572. године са јаком флотом и око 4000 људи безуспешно нападну Херцег-Нови. На краће време освојили су Клис и Макарску и са ускоцима и Шибенчанима пустошили Скрадин. У Боки Которској, Млетачка је са 22 галије разбила почетком 1573. године турску блокаду Котора. У марту су ускоци, Трогирани и млетачке снаге пустошили турску територију.

### Мир
Лепантски пораз био је право изненађење у Цариграду. Ипак, хришћанска флота разишла се већ 1572. године. Млеци су пристали на склапање мира под тешким условима. Велика ратна одштета и данак за острво Занте били су цена за склапање мира. Селим је обновио млетачке трговачке повластице, а у Далмацији и Албанији успостављена је граница од пре рата.